# Koichi Kudo
Koichi Kudo (4. februar 1909 - 21. september 1971) var en japansk fodboldspiller. Han var i perioden 1942 træner for Japans fodboldlandshold.